# Грег Тирнан
Грегори Тирнан (англ. Gregory Tiernan) (род. 19 июня 1965) — канадский актёр озвучивания, аниматор, режиссёр и художник по раскадровке ирландского происхождения. Вместе со своей женой Николь Стинн в 2003 году он основал компанию Nitrogen Studios Canada, Inc., через которую представил CGI-графику в мультсериале «Томас и его друзья». До этого Тирнан сотрудничал в различных проектах с режиссёром Доном Блутом и компаниями Walt Disney Animation Studios и Klasky Csupo, Inc. Nitrogen Studios была куплена компанией Cinesite, и теперь он работает на них.
Тирнан дебютировал в полнометражном кино с мультфильмом «Полный расколбас» (2016) с рейтингом R, присоединившись к Конраду Вернону для режиссуры по сюжету Сета Рогена, Эвана Голдберга и Джоны Хилла.

## Карьера
Грег Тирнан обучался традиционной анимации для художественных мультфильмов в своей родной Ирландии, в ныне несуществующей студии Дона Блута Sullivan Bluth Studios в Дублине. Там он работал с Блутом  над мультфильмами «Американский хвост» (1986), «Земля до начала времён» (1988) и «Все псы попадают в рай» (1989). Позже Тирнан работал над одним эпизодом британского детского мультсериала «Опасный мышонок» для студии Cosgrove Hall, несколькими эпизодами мультсериала «Гарфилд и его друзья», мультсериалом 1984 года адаптацией комикса «Счастливчик Люк», смешанным художественным фильмом Ральфа Бакши с живыми действиями и анимацией «Параллельный мир» (1992) и двумя полнометражными мультфильмами из Германии «Der kleene Punker» (с нем. — «Маленький панк») (1992) и «Приключения знаменитого кота-сыщика» (1994), которые позже были выпущены на YouTube и премьера которых состоялась 7 августа 2013 года в США, Великобритании, Канаде и других странах. Вскоре после этого он переехал в Лос-Анджелес и стал режиссёром сцен для студии Klasky Csupo. Он также работал над несколькими эпизодами мультсериалов «Ох уж эти детки!» и «Дикая семейка Торнберри».
В голливудские годы Тирнан также много работал с Disney. Его первые проекты включали несколько игр в библиотеку PC-игр компании, включая проекты, связанные с Disney «Аладдин» (1992), «Король Лев» (1994), «Геркулес» (1997) и «Тарзан» (1999). Также через Disney он предоставил раскадровки для фильма «Мистер Магу» (1997), одного из его немногих игровых проектов.
После работы в качестве дополнительного аниматора в мультфильме «Приключения Тигрули» (2000), Тирнан переехал в Ванкувер и основал компанию Nitrogen Studios. Благодаря этому новому предприятию он помог разработать видеоигру God of War (2005), первую часть известной серии для PlayStation, а также мультфильм «Новые приключения Золушки» (2006). Он присоединился к семье художников, стоящих за франшизой «Томас и его друзья», когда снял телемультфильм «Герой железной дороги» (2009). Тирнан также работал режиссёром всех эпизодов мультсериала «Томас и его друзья» с 13 по 16 сезон, а также в трёх других мультфильмах «Спасение с Туманного острова» (2010), «День дизелей» (2011) и «Тайна Голубой Горы» (2012). Тирнан также был режиссёром отдела CGI-графики в 12 сезоне. Он также был большим поклонником оригинальной серии книг «Железнодорожные истории» Преподобного У. Одри, и ему принадлежат книги The Island of Sodor: Its People (с англ. — «Остров Содор: Его жители»), History and Railways (с англ. — «История и железные дороги») и Sodor: Reading Between the Lines (с англ. — «Содор: Чтение между строк»).
Тирнан также работал над несколькими кинопроектами, когда не работал в Disney или Nitrogen или с Доном Блутом, включая «Овощные истории», Рокси Хантер, «Бионикл 2: Легенды Метру Нуи» и четыре спецвыпуска Peanuts.
Тирнан получил новое признание после выхода в 2016 году его дебютного полнометражного мультфильма «Полный расколбас» вместе с Конрадом Верноном (в котором он также озвучил картофель и суп с лапшой).
Тирнан также снял CGI-версию «Семейки Аддамс» (2019) снова с Верноном и её продолжение «Семейка Аддамс: Горящий тур» (2021).

## Заявления о жестоком обращении
Через несколько дней после выпуска «Полного расколбаса» обвинения в плохом обращении с сотрудниками Nitrogen Studios появились в разделе комментариев интервью с Грегом Тирнаном и сорежиссёром Конрадом Верноном, размещенном на веб-сайте Cartoon Brew. В различных анонимных комментариях от лиц, выдававших себя за аниматоров, которые работали над рассматриваемым мультфильмом, делались заявления, в том числе о том, что компания Nitrogen заставляла их работать сверхурочно бесплатно и что некоторым сотрудникам угрожали увольнением. Один человек заявил, что Тирнан заработал репутацию человека с «тревожным поведением и оскорбительным стилем управления». Позже эту историю подхватили такие издания, как Washington Post, Los Angeles Times, Dorkly и /Film.